# Орехово (станция метро)
«Оре́хово» — станция Замоскворецкой линии Московского метрополитена. Расположена между станциями «Царицыно» и «Домодедовская». Находится на территории района Орехово-Борисово Северное Южного административного округа города Москвы.

## История
Станция открыта 30 декабря 1984 года в составе участка «Каширская» — «Орехово», после ввода в эксплуатацию которого в Московском метрополитене стало 126 станций.
На следующий день после открытия, в связи с восстановительными работами, связанными с ликвидацией затопления тоннеля, возникшего из-за нарушения гидроизоляции на перегоне «Царицыно» — «Орехово» (затопление произошло из Царицынского пруда), участок был закрыт, закрытие продлилось по 9 февраля 1985 года.
С 12 ноября 2022 года по 10 мая 2023 года станция была конечной в связи с реконструкцией тоннеля на участке «Царицыно» — «Кантемировская». Поскольку оборотный тупик расположен не за станцией, а перед, на ней действовал так называемый оборот «коленками назад»: по прибытии на станцию после высадки пассажиров машинист меняет кабину управления, заводит поезд в оборотный тупик в неправильном направлении («по встречному движению»), вновь меняет кабину, после чего выезжает на соседний путь уже под посадку пассажиров.

## Вестибюли и пересадки
На одном конце в северном подземном вестибюле имеется общая лестница, на другом конце в южном наземном вестибюле — эскалаторы. Один из вестибюлей наземный, также выход в город осуществляется по подземному переходу на улицу Баженова и на Шипиловский проезд.

## Техническая характеристика
Конструкция станции — колонная трёхпролётная мелкого заложения (глубина заложения — 9 метров). Сборные конструкции центрального пролёта заменены монолитными оригинальной формы. На станции два ряда по 26 колонн. Шаг между колоннами — 6,5 метра.

### Путевое развитие
За станцией расположены тупики, использовавшиеся для оборота составов до продления линии в восточном направлении. Теперь они используются для технического обслуживания и ночного отстоя составов, а также для оборота составов в утренний час пик и в случае нештатной ситуации на участках «Орехово» — «Алма-Атинская» или «Автозаводская» — «Орехово», а также с 12 ноября 2022 года по 10 мая 2023 года они использовались для оборота составов, движущихся на участке «Орехово» — «Алма-Атинская» на время закрытия участка «Автозаводская» — «Орехово».

## Оформление
Колонны и путевые стены облицованы белым и серым мрамором. В центре потолка находится ряд кессонов, в которых находятся светильники. Тема архитектурно-художественного оформления «Охрана природы» раскрыта в литых бронзовых скульптурах, находящихся в вестибюле над эскалаторами (автор Л. Л. Берлин).

## Станция в цифрах
- Код станции — 022.
- Время открытия станции в 5 часов 35 минут, время закрытия станции для входа пассажиров в 1 час ночи[4].
- Таблица времени прохождения первого поезда через станцию[5]:

| По чётным числам                  | Будние дни | Выходные дни |
| По нечётным числам                | Будние дни | Выходные дни |
| В сторону станции «Царицыно»      | 05:40:00   | 05:40:00     |
| В сторону станции «Царицыно»      | 05:40:00   | 05:40:00     |
| В сторону станции «Домодедовская» | 05:55:00   | 05:58:00     |
| В сторону станции «Домодедовская» | 05:43:00   | 05:48:00     |

## Происшествия
26 октября 2011 года по московскому времени в 10:29 в тоннеле между станциями «Орехово» и «Царицыно» произошёл пожар. В 11:27 возгорание ликвидировано, пострадавших нет. Между станциями «Каширская» и «Красногвардейская» на это время было приостановлено движение[значимость факта?].

## Наземный общественный транспорт
На этой станции можно пересесть на следующие маршруты городского пассажирского транспорта:
- Автобусы: м78, м83, 826, с854, 858, с894

## Галерея

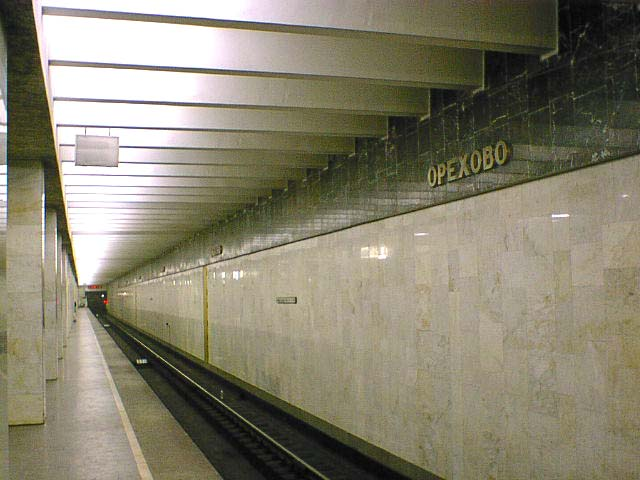
Посадочная платформа. 26 февраля 2000 года.
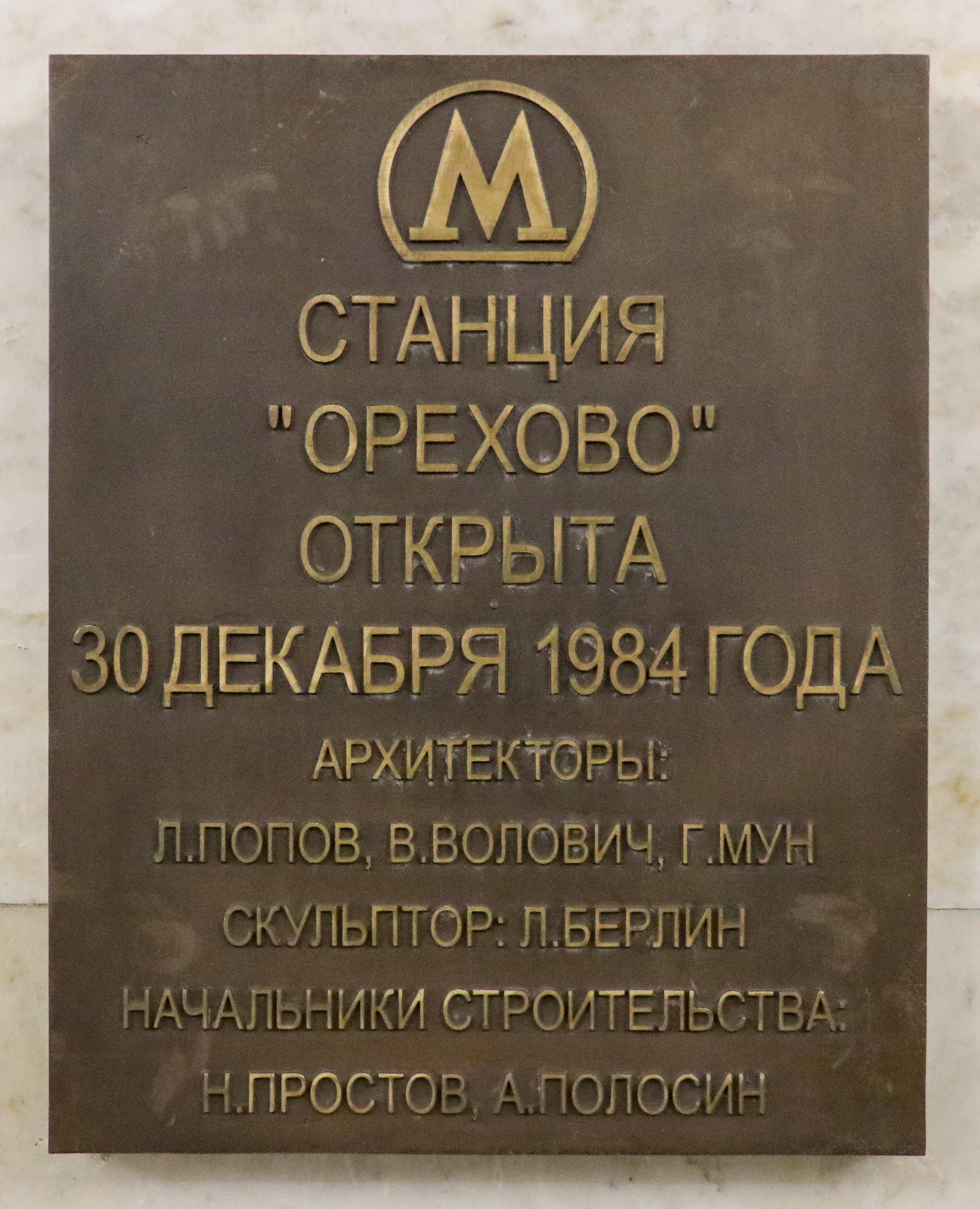
Табличка на станции
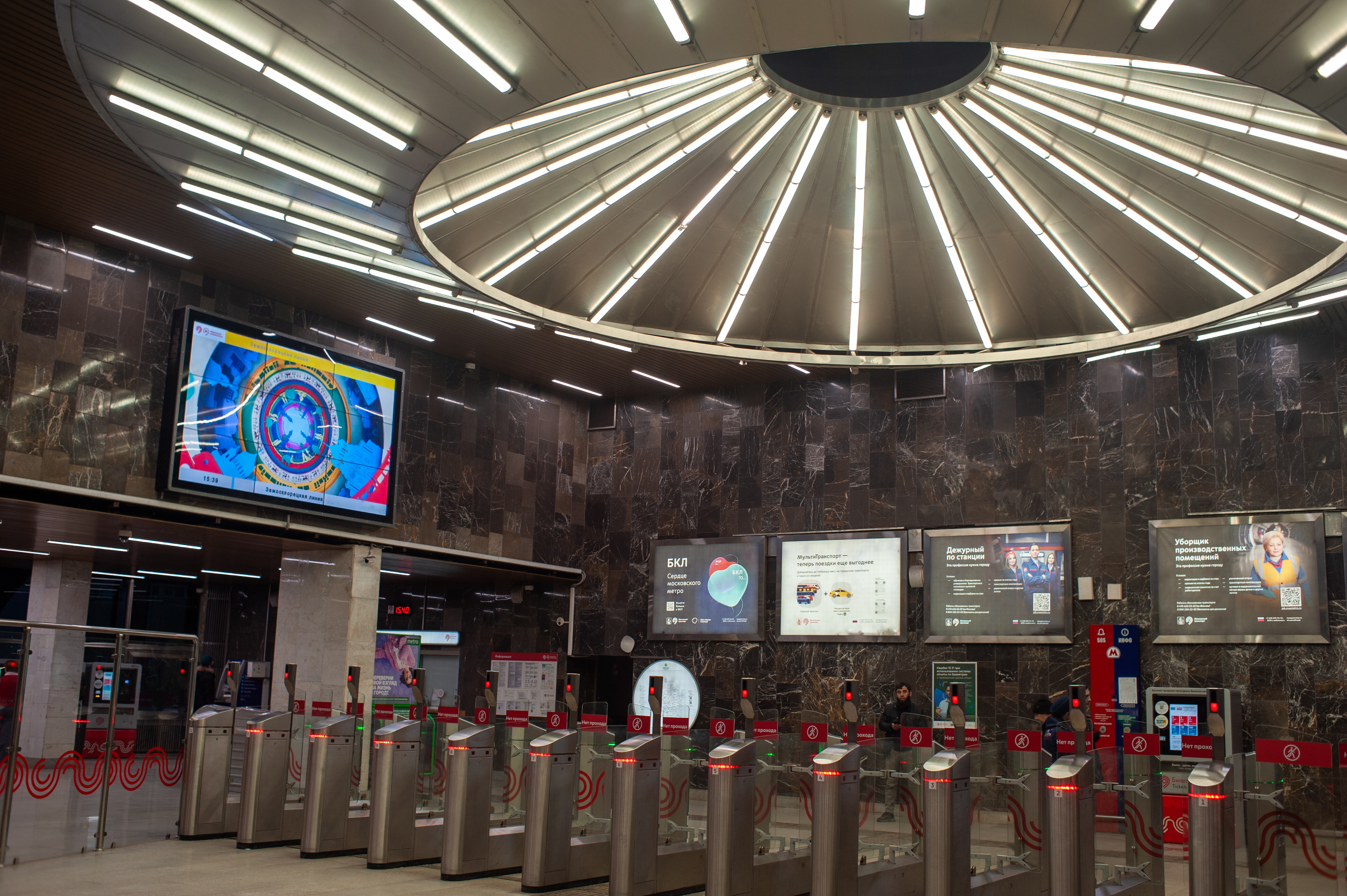
Вход в метро
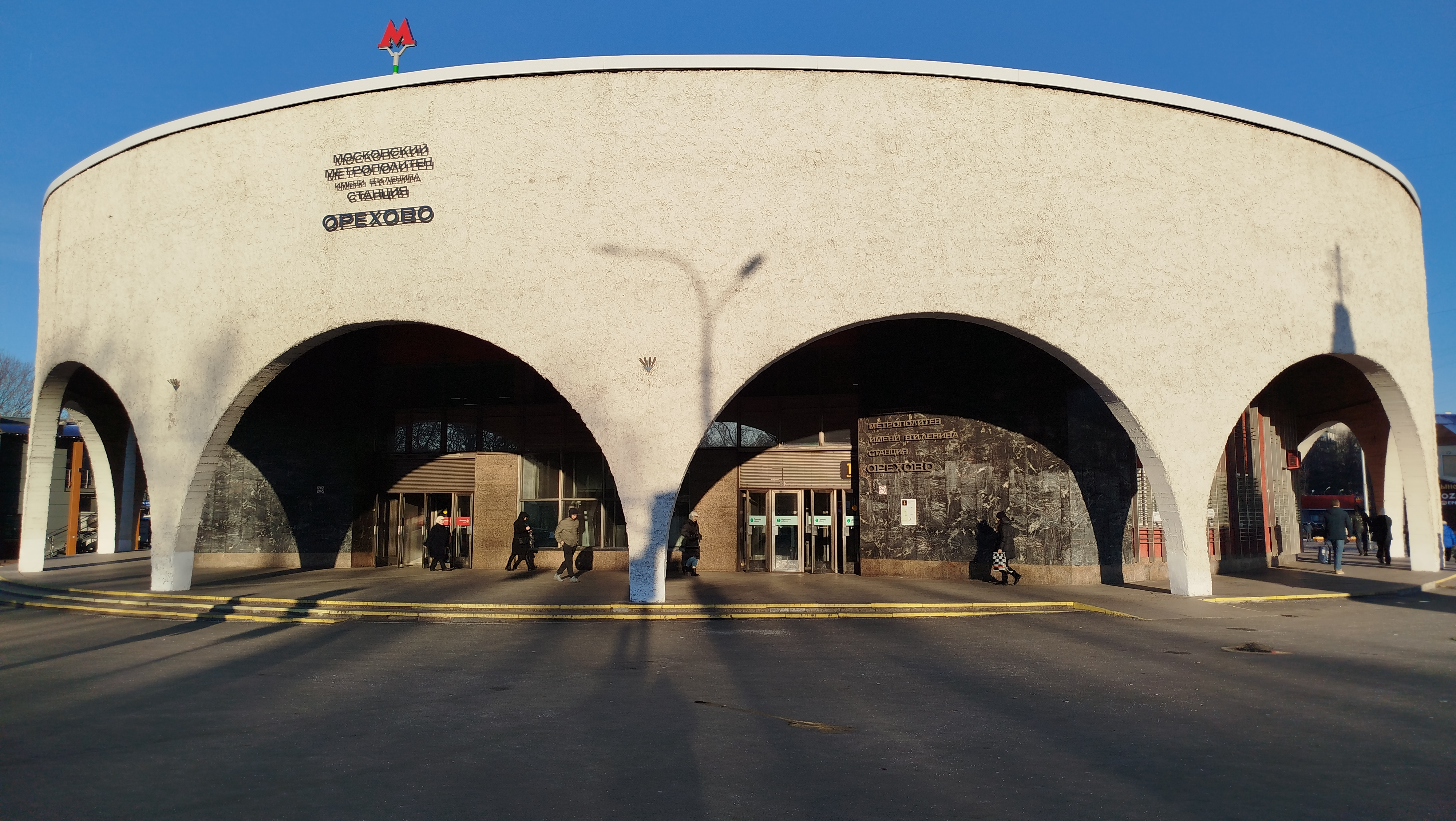
Вход в метро, южный вестибюль